# Jonkheer
Jonkheer (jhr., Jungherr, junger Herr), weibliche Form jonkvrouw (jkvr., Jungfrau, junge Frau), ist in den Niederlanden und Belgien das Adelsprädikat für den untitulierten Adel. Das Wort ist etymologisch mit dem deutschen Wort Junker verwandt und wird auch so übersetzt. Auch Töchter eines ridder (Ritter) sind jonkvrouwen, da dieser Adelstitel keine weibliche Entsprechung hat. Die Tochter eines jonkheer ist jonkvrouw, die Ehefrau aber nicht. Für die Ehefrau wird das Prädikat mevrouw verwandt.
In den Niederlanden wird das Prädikat Jonkheer nicht explizit verliehen, sondern von allen Adeligen geführt, die keinen Adelstitel führen dürfen. Im Gegensatz zu Adelstiteln steht es nicht zwischen Vor- und Nachnamen, sondern vor dem Vornamen und vor akademischen Graden: jhr. dr. Marinus van der Goes van Naters. Die Anrede für jonkheren beziehungsweise jonkvrouwen ist hoogwelgeboren heer (hochwohlgeborener Herr) bzw. hoogwelgeboren vrouwe (hochwohlgeborene Frau).